# Hiromi Itō
Hiromi Itō (japanska: 伊藤 比呂美?, Itō Hiromi), född 13 september 1955 i Tokyo, är en japansk poet och författare.
Itō anses vara en av samtidens mest framstående poeter i Japan och är känd för att behandla ämnen som kvinnlig identitet, sexualitet och moderskap. Under de senaste decennierna har hon både tematiskt och genremässigt utvecklat ett brett författarskap med flera prosaböcker och essäsamlingar. Hon har tilldelats en rad litterära priser och två gånger varit nominerad till Akutagawa-priset.
Itō delar sin tid mellan städerna Encinitas i Kalifornien och Kumamoto i södra Japan.